# Sierra de la Tojiza
La Sierra de la Tojiza (en gallego, Serra da Toxiza) es una de las sierras septentionales del norte de Galicia. Tiene forma circular y está formada por una gran masa de granodioritas que se extiende desde cerca de Mondoñedo hasta Ferreira, en el municipio de Valle de Oro. La altura de la sierra alcanza los 838 metros sobre el nivel del mar.
El efecto de la erosión formó montes y acantilados llamativos. Gran parte de la tierra se ha repoblado con pinos y destacan las formaciones de turberas.